# Drăgănești (Galați)
Pour les articles homonymes, voir Drăgănești.
Drăgănești est une commune du județ de Galați en Roumanie.